# CV-133
La carretera CV-133 comunica Alcalà de Xivert, al Baix Maestrat, amb les Coves de Vinromà, ubicada a la comarca de la Plana Alta.

## Nomenclatura
La CV-133 pertany a la xarxa de carreteres del País Valencià. El seu nom ve de la CV (que indica que és una carretera autonòmica de la Comunitat Valenciana) i el 133, és el nombre que rep aquesta carretera, segons l'ordre de nomenclatures de les carreteres de la Comunitat Valenciana.

## Traçat actual
La CV-133 surt d'Alcalà de Xivert, i travessa la serralada litoral de les Talaies d'Alcalà fins a aplegar a les Coves de Vinromà, on connecta amb la CV-10. Té un recorregut de 14 quilòmetres.